# 20th Screen Actors Guild Awards
20th Screen Actors Guild Awards

18. januar 2014
Film: 

Cast: American Hustle

Skuespiller: Matthew McConaughey, Dallas Buyers Club 

Skuespillering: Cate Blanchett, Blue Jasmine

Mandlig birolle: Jared Leto, Dallas Buyers Club

Kvindelig birolle: Lupita Nyong'o, 12 Years a Slave
TV-Drama: 

Cast: Breaking Bad

Skuespiller: Bryan Cranston, Breaking Bad

Skuespillerinde: Maggie Smith, Downton Abbey
TV-komedie: 

Cast: Modern Family

Actor: Ty Burrell, Modern Family

Actress: Julia Louis-Dreyfus, Veep
TV-film eller miniserie: 

Actor: Michael Douglas, Behind the Candelabra

Actress: Helen Mirren, Phil Spector
Flest nomineringer:

Film: 12 Years a Slave (4)

TV: Breaking Bad (4)
Flest vundne:

Film: Dallas Buyers Club (2) 
 
TV: Breaking Bad, Modern Family (2)
20th Annual Screen Actors Guild Awards, som hylder de bedste præstationer inden for film- og tv-optrædener i året 2013, blev afholdt den 18. januar 2014 i Shrine Exposition Center in Los Angeles for 19. år i træk, som en del af filmprisuddelingsæsonen 2013-14. Det blev direkte transmitteret af TNT and TBS.
De nominerede blev offentliggjort den 11. december 2013.